# Can Ruhí
Can Ruhí és una masia de Maçanet de la Selva (Selva) inclosa a l'Inventari del Patrimoni Arquitectònic de Catalunya.

## Descripció
Edifici de planta rectangular, dues plantes i coberta de dues aigües a laterals. Malgrat les reformes recents, conserva en bon estat antics marcs de finestres de pedra amb llinda motllurada i arcades de rajol, tant a l'exterior com a l'interior, així com tres contraforts del costat dret de la casa. La façana, així com gairebé tota la casa està coberta d'arrebossat a excepció de les pedres cantoneres i els marcs de les obertures.

## Història
Antic mas remença que fou domini directe de l'Abat del Monestir de Breda. Actualment, i des del segle xviii, encara és propietat de la família Ruhí.